# Šárka Mládková
Šárka Mládková (* 30. srpna 1976 Praha) je bývalá česká atletka, která se specializovala na skok o tyči.
V roce 1997 neprošla na halovém MS v Paříži kvalifikací. Na tomto šampionátu byla ženská tyčka na programu vůbec poprvé v historii. Největší úspěch zaznamenala v roce 2001 na světové letní univerziádě v Pekingu, kde získala bronzovou medaili.

## Osobní rekordy
- hala – 420 cm – 3. února 2002, Vídeň
- venku – 422 cm – 12. června 2003, Ostrava